# Haganes
Haganes es una localidad de la provincia de Hordaland en la región de Vestlandet, Noruega. A 1 de enero de 2017 tenía una población estimada de 273 habitantes.
Se encuentra ubicada al suroeste del país, cerca del fiordo de Hardanger, de la ciudad de Bergen y de la costa del mar de Noruega.